# Freudensee
Der Freudensee, früher Hammerweiher, ist ein See im niederbayrischen Hauzenberg im Landkreis Passau und hat eine Fläche von 7,14 Hektar. Er ist bis zu 4,5 Meter tief.
Der See wurde im 19. Jahrhundert als Stausee für die dort ansässige Schmiede benutzt, um die Hämmer und weitere Werkzeuge der Schmiede in Bewegung zu setzen. Nach der im Jahr 1589 genehmigten Hammerschmiede wurde der See zunächst Hammerweiher genannt. Nachdem die Schmiede in den 1970er Jahren geschlossen wurde, wird die aus dem Stausee gewonnene Energie zur Erzeugung von Strom mithilfe einer kleinen Turbine benutzt.
Heutzutage ist der See sowohl im Sommer als auch im Winter ein Ausflugsziel. Joggern und Spaziergängern steht ein 1,65 Kilometer langer Rundweg zur Verfügung. Oberhalb des Sees liegt die Burg Freudensee. Der See und seine Umgebung liegen in dem 12,8 Hektar großen Landschaftsschutzgebiet Schutz des Freudensees und von Landschaftsteilen um den Freudensee.

## Weblinks

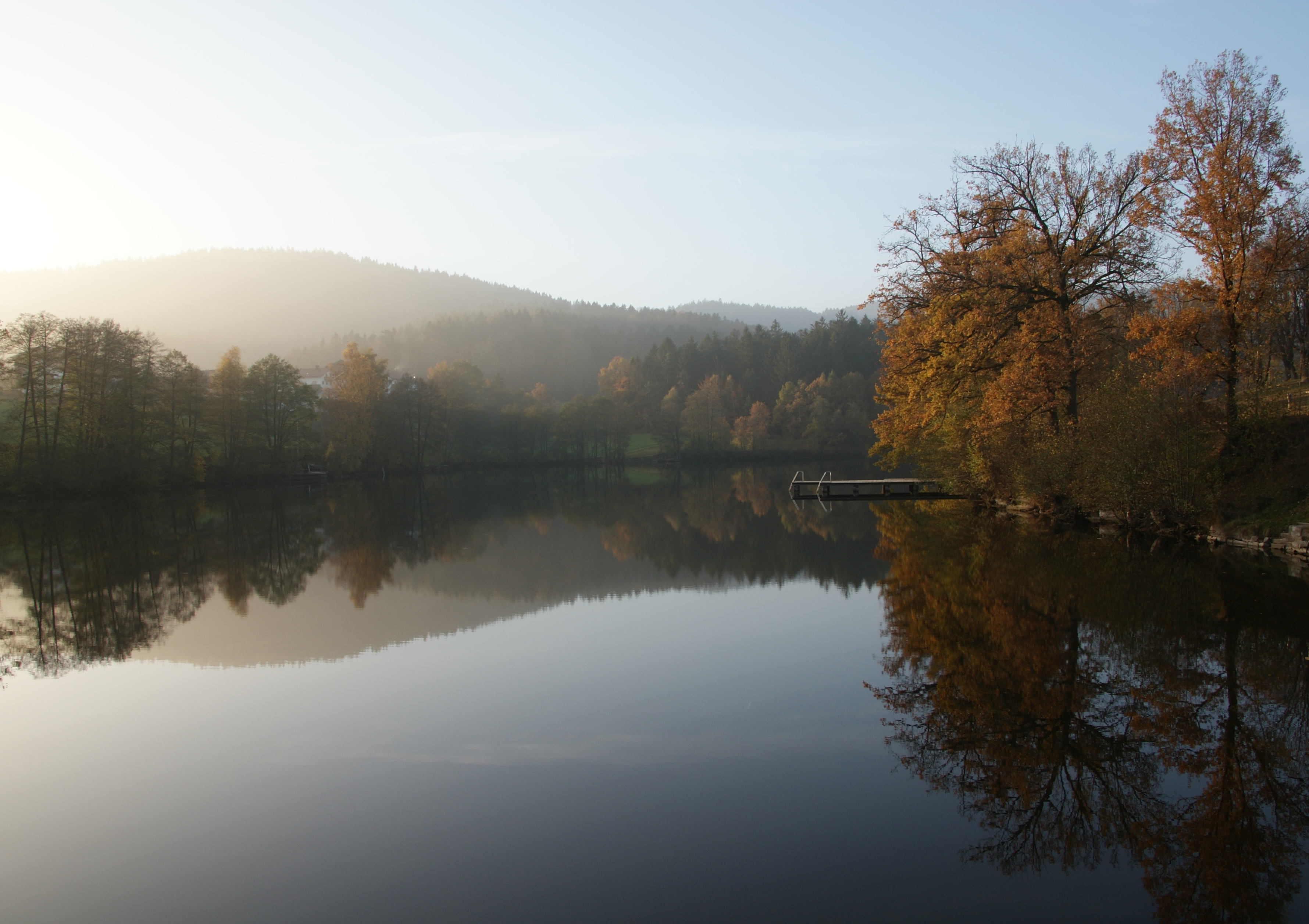
Der See im Herbst